# Bronbemaling
Bronbemaling is een proces waarbij op verschillende plaatsen grondwater wordt opgepompt en via een leiding wordt afgevoerd, om plaatselijk en tijdelijk de grondwaterspiegel te verlagen. Dit kan nodig zijn om stabiliteit van dijken en taluds te verhogen, om grondwater op te pompen, of om het waterpeil in de bodem van de bouwput zodanig te verlagen dat droog gewerkt kan worden onder andere bij het leggen van leidingen, rioleringsbuizen, het bouwen van kelders, ondergrondse parkeergarages enz.

## Verticale bronbemaling
Er zijn meerdere systemen om verticaal te bemalen, meestal gebruikt men hiervoor vacuüm (korte) - of zwaartekracht (lange) filters. Op regelmatige afstanden van bijvoorbeeld 2 m worden 4 tot 7 meter lange geperforeerde zuigbuizen (vacuümfilters) de grond ingebracht met behulp van een spuitlans. Deze buizen worden aangesloten op een verzamelleiding, die is aangesloten op een vacuümpomp. In de praktijk is de maximale zuighoogte 4 (vacuümfilter) à 5 (graviteitsfilter) m. In de afvoerslang kan een watermeter zitten, die in verband met lozingskosten de hoeveelheid opgepompt (en geloosd) water meet.
Bij bemalingen op dieptes meer dan 5 m worden dieptebronnen (deepwell) gebruikt, dit is een onder in het boorgat geplaatste elektrische centrifugaalpomp.

## Horizontale bronbemaling
In plaats van de zuigbuizen verticaal in de grond te plaatsen wordt een lange zuigbuis horizontaal op de gewenste diepte in de bodem ingegraven. Om deze buizen is een ommanteling gebracht om te voorkomen dat zand in de buis komt. Deze buizen kunnen ook met horizontaal gestuurd boren worden aangebracht.

## Zwaartekrachtbemaling
Wanneer de bodem uit grove lagen (zand en/of grind) bestaat kan een zwaartekrachtbemaling toegepast worden. Het grondwater stroomt dan door hoogteverschillen onder vrij verval naar de bemalingfilters. De filters zijn van boven open, er ontstaat dus geen vacuüm. Met behulp van een inhanger wordt het bemalingswater uit het filter gezogen.

## Spanningbemaling
Tijdens het ontgraven van een bouwput kan een verstoring van evenwicht tussen grond en water in de diepere lagen ontstaan. Dit kan kwelvorming of openbarsten van de bouwputbodem tot gevolg hebben. Door het toepassen van spanningsbemaling wordt de grondwaterdruk onder de bodem van de bouwput zoveel verlaagd dat gevaar voor openbarsten wordt voorkomen. De bodem is in evenwicht als de gronddruk boven de watervoerende laag gelijk is aan de druk van het grondwater tegen de onderkant van de afsluitende laag. Voor een spanningsbemaling kan een vacuüm- of een deepwell bemaling geplaatst worden.

## Retourbemaling
Bij een retourbemaling wordt het opgepompte bemalingswater via een gesloten systeem in hetzelfde watervoerende pakket teruggevoerd. Bij een werking in een gesloten systeem wordt het bemalingswater door middel van een deepwell onttrokken. Vanuit de onderwaterpomp gaat het bemalingswater via gesloten afvoerleidingen direct naar de retourbronnen. Een retourbemaling kan om verschillende redenen noodzakelijk zijn: 
- Om zettingen van de bodem te voorkomen;
- Om het poriënwater op peil te houden zodat er geen schade aan gewassen wordt toegebracht;
- Omdat er geen ander afvoer mogelijkheden zijn;
- Wanneer een waterschap of provincie het verplicht om een retourbemaling toe te passen;
- Wanneer het goedkoper is om het water te retourneren in plaats van het betalen van grondwaterbelasting[2](Ecotaks) van de Wet belasting op Milieugrondslag (Wbm).

De opname capaciteit van een retourbron hangt af van de chemische samenstelling van het grondwater, de lengte van de retourbron en de bodemopbouw. Een retourbemaling is het meest afhankelijk van het ijzergehalte in het bemalingswater. Het kan bijvoorbeeld voorkomen dat ijzerhoudend, zuurstofarm water uit een diep pakket vermengd wordt met niet-ijzerhoudend zuurstofrijk water uit een ondiep gelegen pakket. Het opgeloste ijzer kan oxideren tot onoplosbaar ijzerhydroxide en dit zal uitvlokken en mogelijk leiden tot verstopping van de filters. Deze ijzeraanslag kan worden verwijderd door middel van regenereren met chemicaliën of mechanisch met een spuitlans. Gemiddeld ligt de opname van één retourbron tussen de 10 en 15 m³/uur. Dit betekent dat er voor een bemaling meerdere retourbronnen nodig zijn. De retourbronnen worden samen een retourveld genoemd.

## Vergunningen
Voor zowel het onttrekken (indien het debiet >10 m³/uur), lozen als infiltreren van grondwater is een ontrekkingsvergunning c.q. lozingsvergunning noodzakelijk. Deze vergunningen worden verleend door het plaatselijke waterschap of de provincie.

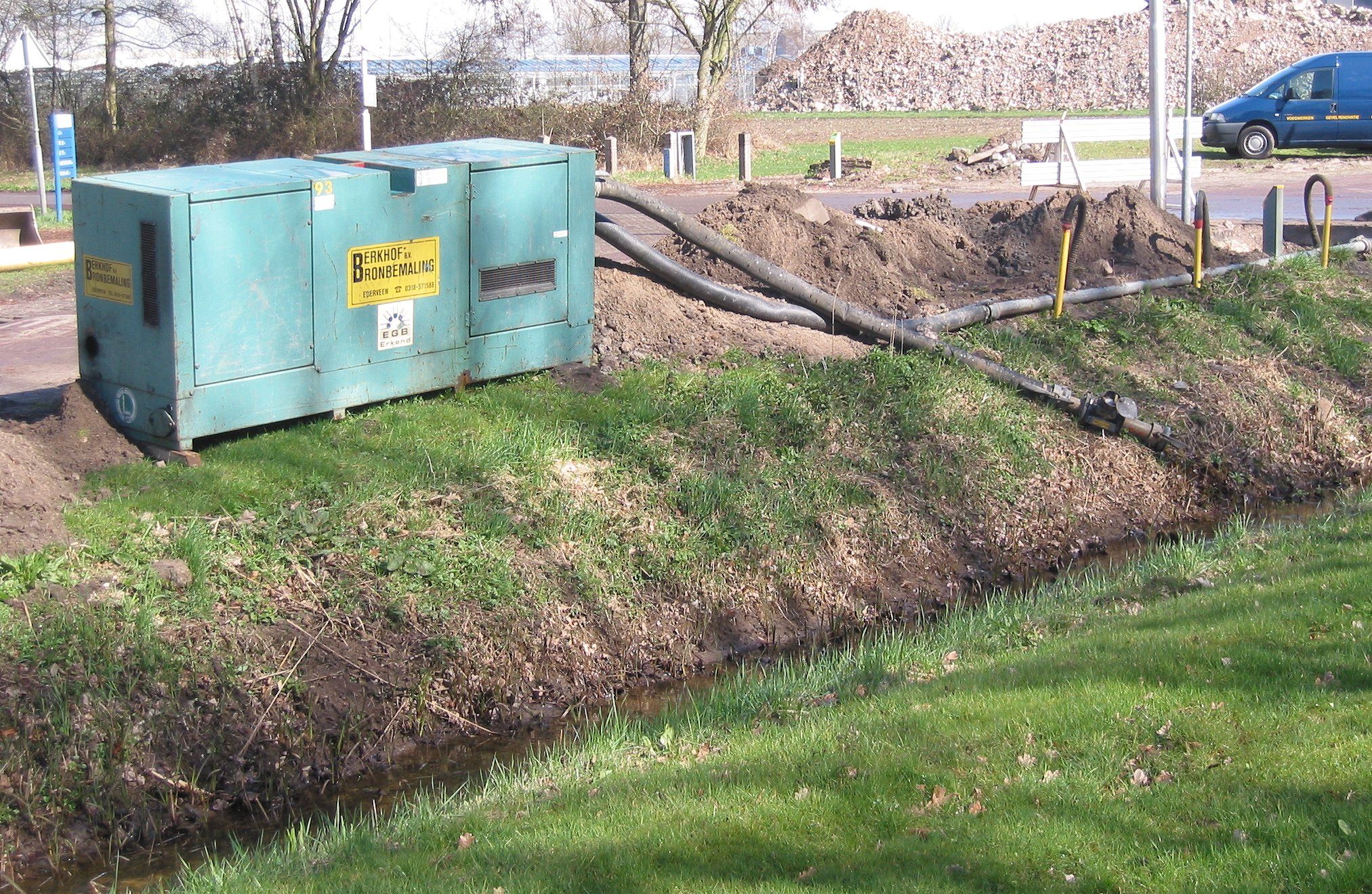
Bronbemalingsinstallatie met geluidgedempte diesel aangedreven bronbemalingspomp
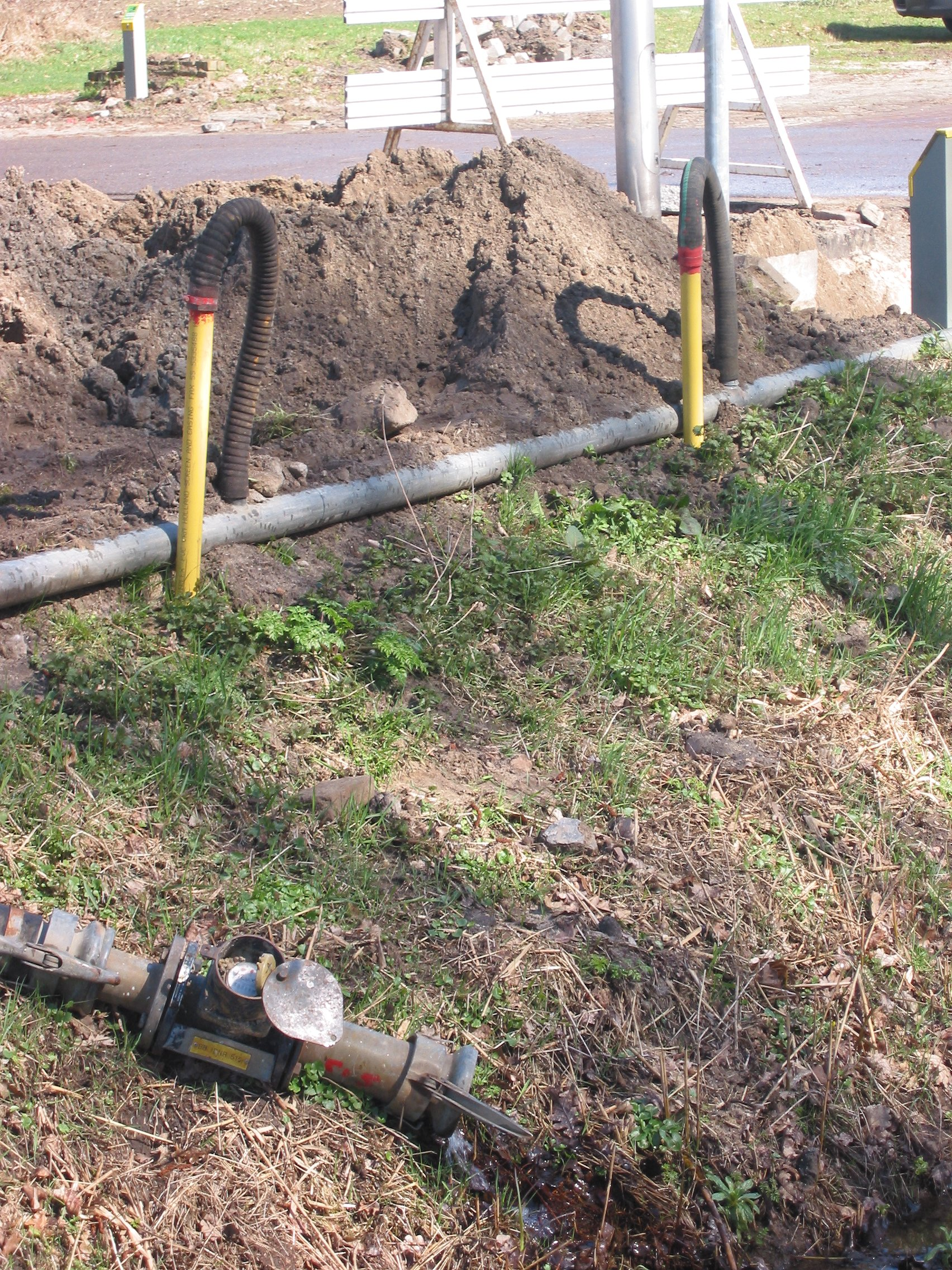
Vacuümfilters aangesloten op een verzamelleiding; in de afvoerleiding is de watermeter te zien (linksonder)
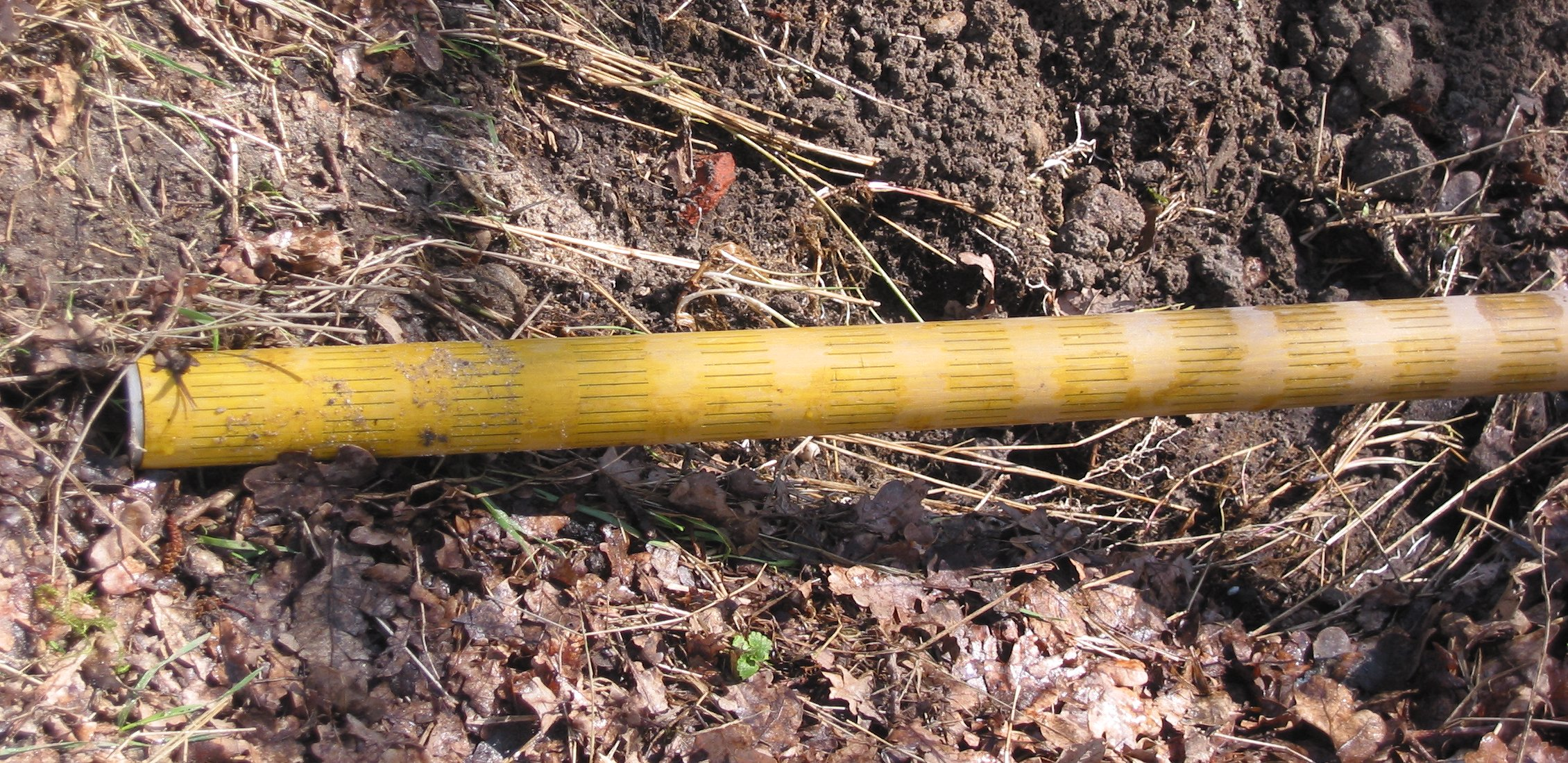
Zuigbuis met vacuümfilter met overlangse spleten
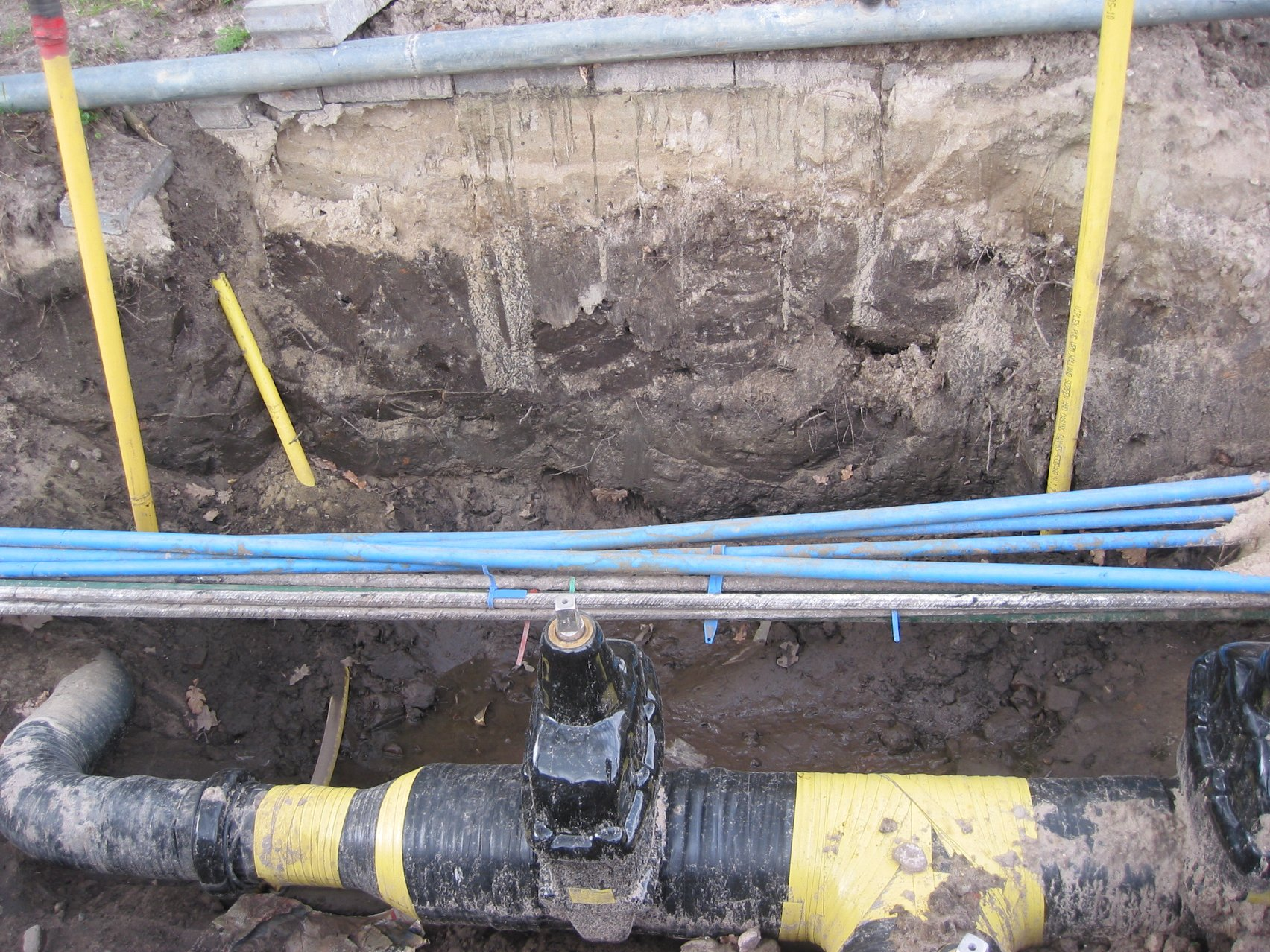
Weggepompt grondwater
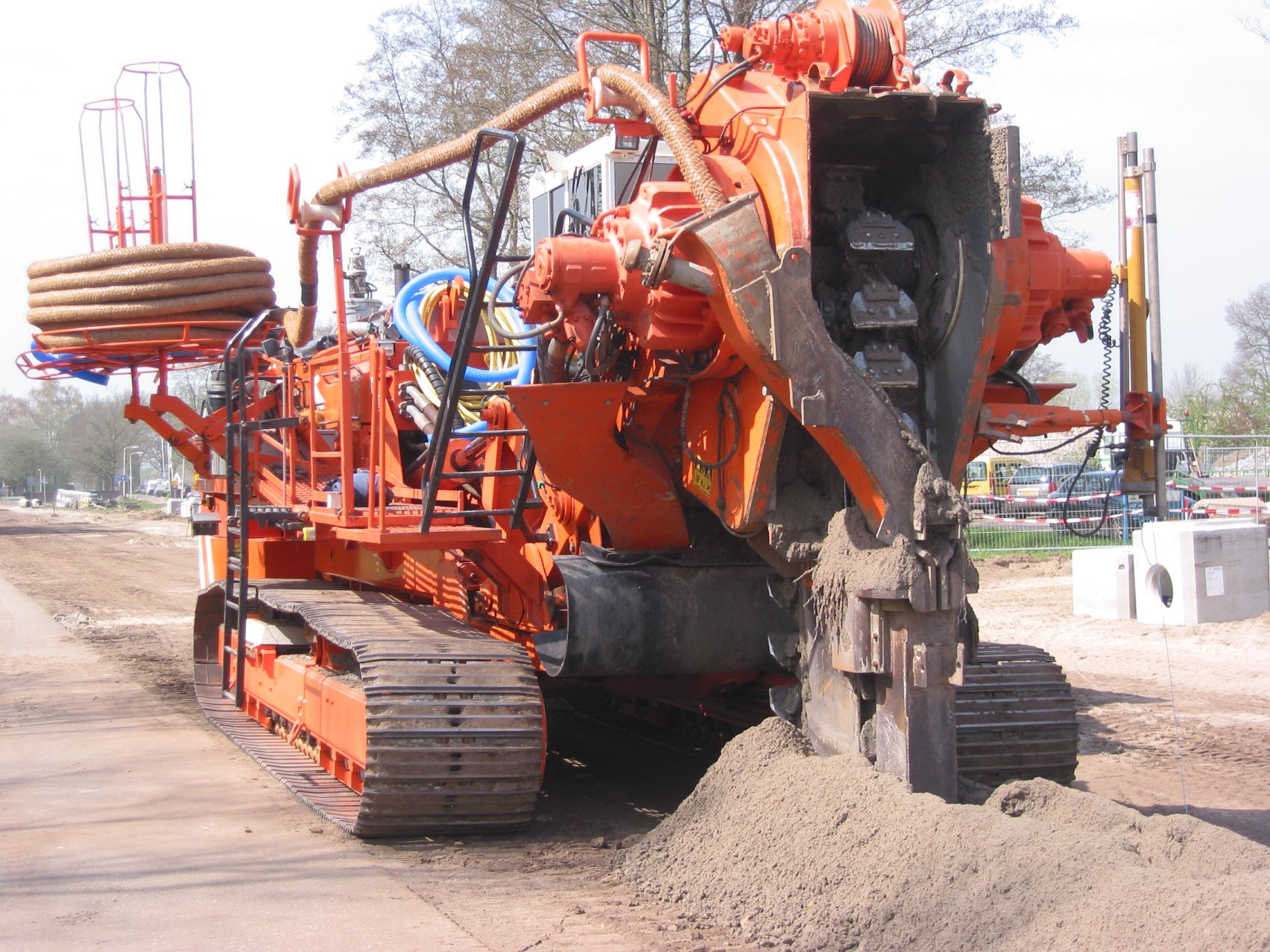
Drainage machine voor horizontale drainage
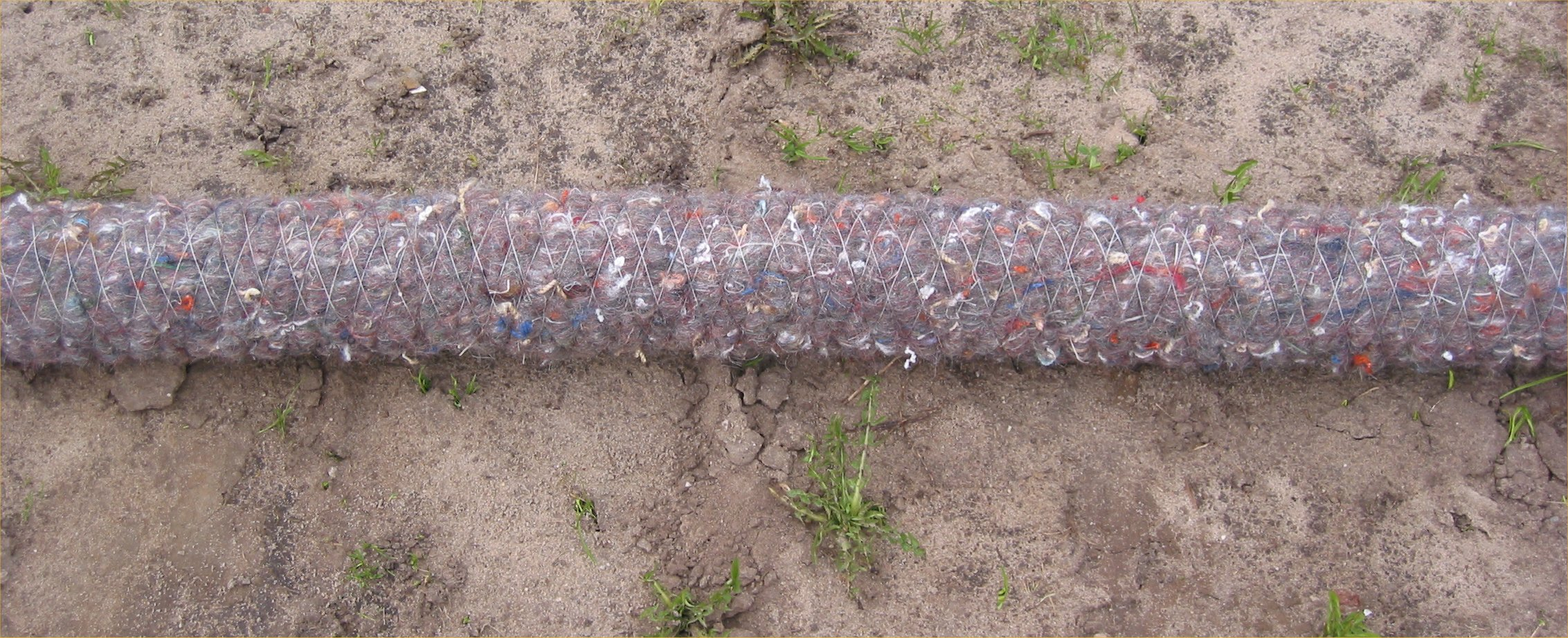
Zuigslang voor horizontale bronbemaling
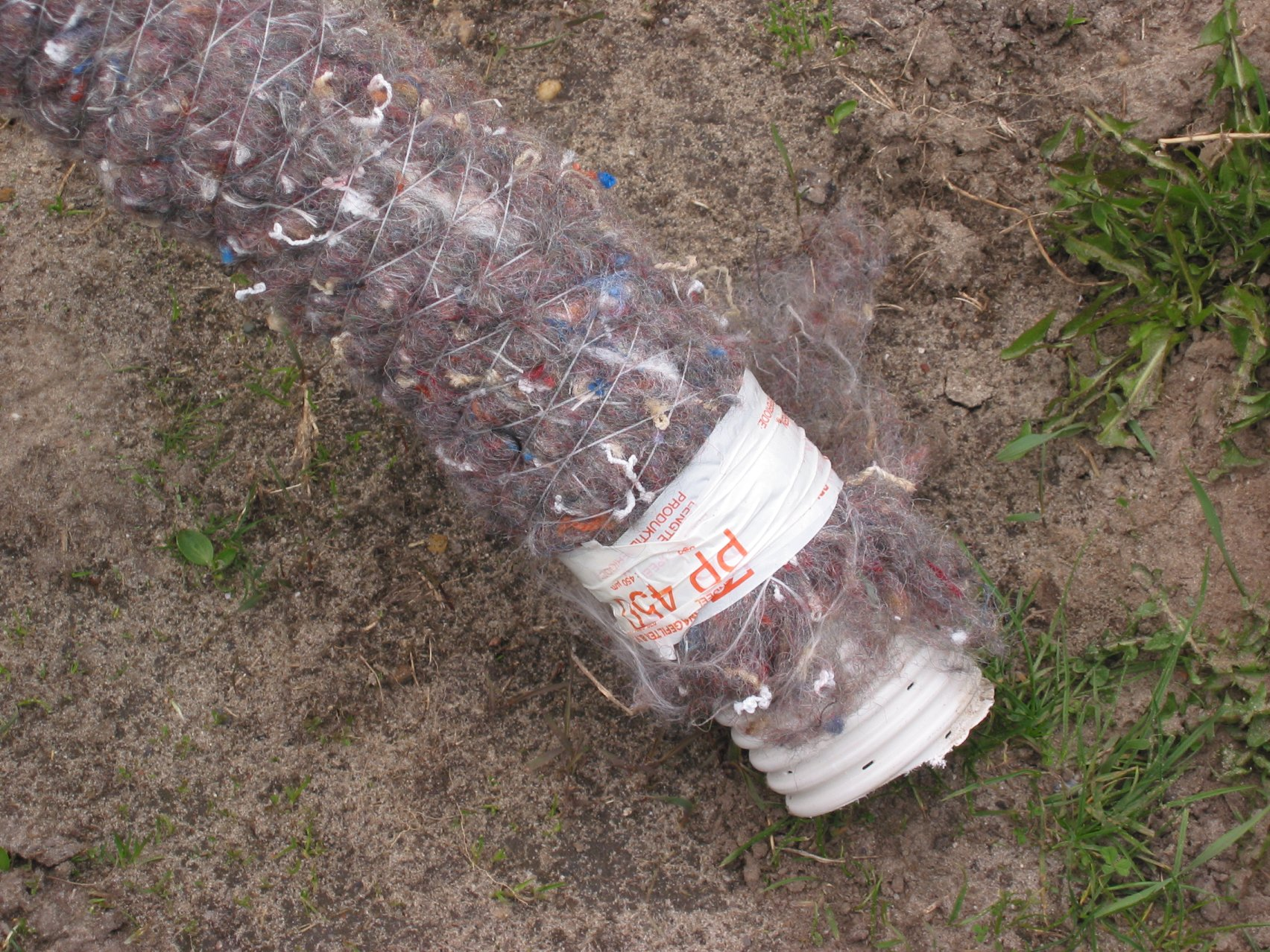
Closeup van zuigslang met spleten voor horizontale bronbemaling